# Gypini
Gypini – plemię ptaków z podrodziny jastrzębi (Accipitrinae) w obrębie rodziny jastrzębiowatych (Accipitridae).

## Zasięg występowania
Plemię obejmuje gatunki padlinożerne, zamieszkujące Stary Świat. 

## Charakterystyka
Ptaki te charakteryzują się następującymi cechami:
- szerokie skrzydła o dużej rozpiętości
- naga, lub pokryta rzadkim puchem głowa i szyja
- gniazdo na drzewie lub skalnej półce
- 1–2 jaja w zniesieniu
- wysiadywanie trwa 42–60 dni
- młode opuszczają gniazdo w wieku 10–18 tygodni

## Systematyka
Do plemienia należą następujące rodzaje i gatunki:
- Sarcogyps Lesson, 1842 – jedynym przedstawicielem jest Sarcogyps calvus (Scopoli, 1786) – sęp łysy
- Trigonoceps Lesson, 1842 – jedynym przedstawicielem jest Trigonoceps occipitalis (Burchell, 1824) – sęp białogłowy
- Aegypius Savigny, 1809 – jedynym żyjącym przedstawicielem jest Aegypius monachus (Linnaeus, 1766) – sęp kasztanowaty
- Torgos Kaup, 1828 – jedynym przedstawicielem jest Torgos tracheliotus (J.R. Forster, 1796) – sęp uszaty
- Necrosyrtes Gloger, 1841 – jedynym przedstawicielem jest Necrosyrtes monachus (Temminck, 1823) – sęp brunatny.
- Gyps Savigny, 1809